# 폴트 (기술)
공학에서 폴트(fault)는 시스템이 오작동하거나 비정상적으로 작동하게 만드는 시스템의 결함 또는 문제이다. 이에 대한 예시로는 흔히 블루스크린이라고 불리는 윈도우 폴트 화면이 있다. 시스템은 커널 모드 구성 요소를 적극적으로 모니터링한다. 시스템이 안전한 시스템 작동이 위협받고 있다고 판단하면, 추가적인 손상을 줄이기 위해 시스템을 중단한다.
ISO 문서 10303-226은 폴트를 구성 요소, 장비 또는 하위 시스템 수준에서 실패로 이어질 수 있는 비정상적인 상태 또는 결함으로 정의한다.
미국 전기 통신 용어집은 전기 통신에서 폴트를 다음과 같이 정의한다.
1. 기능 단위가 필요한 기능을 수행하지 못하게 하는 우발적인 상태. § 무작위 폴트 참조.
2. 재현 가능하거나 치명적인 오작동을 유발하는 결함. 오작동은 동일한 상황에서 일관되게 발생할 경우 재현 가능하다고 간주된다. § 시스템적인 폴트 참조.
3. 전력 시스템에서, 통전된 도체 사이 또는 통전된 도체와 접지 사이의 의도하지 않은 합선 또는 부분 합선. 대칭 폴트와 비대칭 폴트를 구분할 수 있다. 폴트 (전력 공학) 참조.

## 무작위 폴트
무작위 폴트는 마모 또는 기타 열화의 결과로 발생한다.
열화는 다소 무작위적으로 진행되므로, 특정 장치에서 언제 폴트가 발생할지 예측하는 것은 불가능하다. 그러나 많은 수의 장치 중에서 특정 폴트가 발생하는 비율은 종종 상당한 정확도로 예측할 수 있다.
제조업체는 무작위 폴트가 발생할 가능성이 사실상 무시할 수 있는 수준이라면 이를 위험으로 받아들이는 경우가 많다.
폴트는 사실상 모든 물건이나 가전제품에서 발생할 수 있으며, 가장 흔하게는 전자 제품과 기계류에서 발생한다.
예를 들어, 엑스박스 360 콘솔은 컴퓨터 팬에 먼지가 쌓여 시간이 지남에 따라 성능이 저하된다. 이로 인해 엑스박스가 과열되어 폴트 또는 에러가 발생하고 콘솔이 종료될 수 있다.

## 시스템적인 폴트
시스템적인 폴트는 디자인의 에러로 인해 모든 복사본이 동일한 폴트를 갖는 경우에 발생한다. 때로는 시스템적인 폴트가 많은 복사본이 사용 중임에도 오랫동안 감지되지 않을 수 있다. 조건이 변경되면 폴트가 트리거되어 모든 복사본에서 동시에 실패할 수 있다.
소프트웨어는 또한 버그라고도 불리는 폴트를 가질 수 있다. 단기적인 소프트웨어 폴트를 정의할 때, 이들은 글리치로 알려져 있다. 그러나 소프트웨어는 성능이 저하될 수 없으므로 모든 폴트는 시스템적이다.

## 같이 보기
- 불량품
- 신뢰성 공학
- 소프트웨어 버그